# Jagdstaffel 84
A Jagdstaffel 84, conhecida também por Jasta 84, foi um esquadra de aeronaves da Luftstreitkräfte, o braço aéreo das forças armadas alemãs durante a Primeira Guerra Mundial.